# Huracán Iniki
El huracán Iniki (en hawaiano: ʻiniki significa "viento fuerte y penetrante"; designación NHC: 18E) fue el más fuerte en impactar al estado de Hawái en la toda la historia moderna. Se formó el 5 de septiembre de 1992 durante el pico de El Niño (duró entre 1991 y 1994). El Iniki fue uno de los once ciclones del Pacífico central durante aquella temporada. Alcanzó la categoría de tormenta tropical el 8 de septiembre y se intensificó rápidamente a huracán al día siguiente. Luego de tomar un giro en dirección norte, el Iniki impactó la isla de Kauai el 11 de septiembre en su máximo pico de intensidad; alcanzó vientos máximos de 230 km/h (145 mph) siendo catalogado como un huracán de categoría cuatro en la Escala de Huracanes de Saffir-Simpson. Fue el primer huracán en impactar a este estado desde el huracán Iwa de 1982 y el primer huracán mayor desde el huracán Dot de 1959. El Iniki se disipó el 13 de septiembre en el Pacífico Norte, entre Hawái y Alaska.
El Iniki causó daños calculados en $1,8 mil millones (1992 USD) y seis muertos. A su vez, el Iniki fue uno de los huracanes más costosos de Estados Unidos y, en especial, en la costa del Pacífico oriental. El ciclón impactó a solo semanas del huracán Andrew, otro de los más costosos que impactó a la Florida. Todos superados por el huracán Katrina. El Centro de Huracanes del Pacífico Central fracasó en emitir avisos y alertas de ciclón tropical 24 horas antes del impacto. A pesar del error de la emisión de alertas, solo se perdieron seis vidas humanas. Los daños más severos se concentraron en Kauai, donde el huracán destruyó más de 1.400 casas y dañó de forma reversible o irreversible a 5.000. A pesar de no estar en la trayectoria prevista del ojo del ciclón, en la zona de Oahu se experimentó daños moderados de los vientos fuertes y marejadas ciclónicas.

## Historial meteorológico

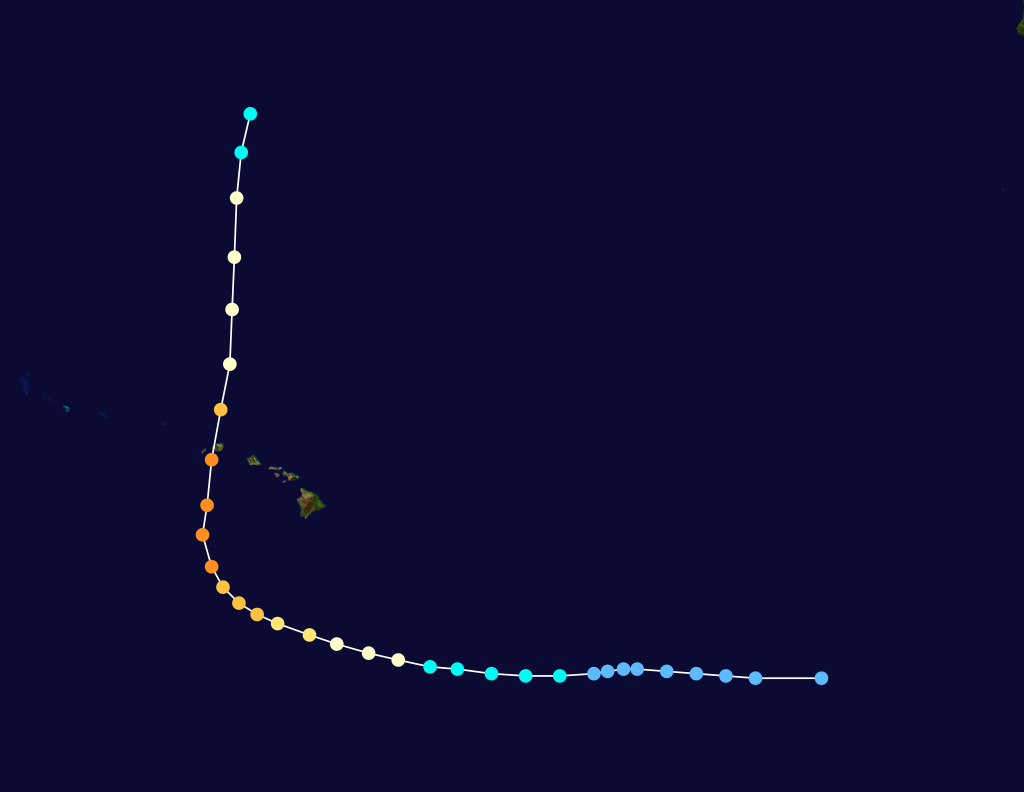
Trayectoria del huracán Iniki, según la escala de huracanes de Saffir-Simpson.

Formado el 5 de septiembre a 2.700 kilómetros al suroeste del Cabo San Lucas, México, la depresión tropical Dieciocho-E continuó desplazándose rápidamente al oeste con intensidad débil hasta el 8 de septiembre, cuando se intensificó a la tormenta tropical Iniki. El sistema continuó desplazándose al oeste intensificándose sobre condiciones inusualmente favorables en el Pacífico central; alcanzó la categoría de huracán el 9 de septiembre a 760 kilómetros al sur-sureste de Hilo. Una cresta subtropical, que típicamente mantiene lejos a los ciclones tropicales de las islas Hawái, se debilitó debido a una aproximación de una depresión de magnitud alta, lo cual permitió al Iniki en girar al noroeste. Ubicado en condiciones muy favorables sobre aguas cálidas, el ciclón se intensificó rápidamente y alcanzó la categoría de huracán mayor el 10 de septiembre mientras se ubicaba al sursudoeste del archipiélago. Mientras giraba hacia el norte, continuó intensificándose hasta alcanzar su pico de intensidad de vientos de 230 km/h (145 mph) el 11 de septiembre a 270 kilómetros al sursudoeste de Kauai. Luego, rápidamente, continuó su trayecto en dirección norte-noreste y tocó tierra como un huracán de categoría cuatro en la Escala de Saffir-Simpson. Después de esto, el Iniki continuó con su desplazamiento al norte debilitándose gradualmente, se convirtió en ciclón extratropical el 13 de septiembre al norte del Pacífico.

## Preparaciones e impacto

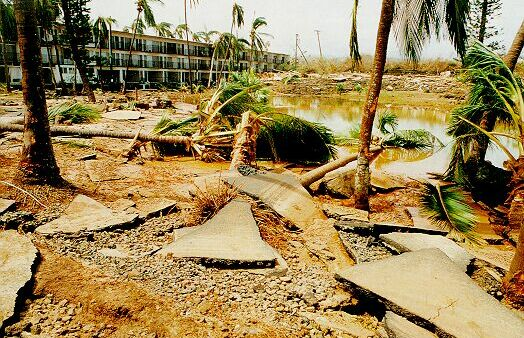
En esta imagen se aprecia los daños a los árboles de palmera e inundaciones en la ciudad de Kauai, tras el paso del Iniki.

El Centro de Huracanes del Pacífico Central (CPHC) falló en emitir avisos y alertas de ciclón tropical para este sistema, aun estando al sur de la isla hasta el 10 de septiembre, 24 horas antes del impacto. Los vientos huracanados del Iniki causaron la evacuación de más de 30.000 personas a 110 refugios públicos en Oahu. Igualmente, el sistema causó daños extensivos en Kauai. 1.421 casas fueron completamente destruidas y 63 fueron dañadas por las marejadas ciclónicas. Un total de 5.152 casas fueron severamente dañadas, mientras que 7.178 fueron dañadas ligeramente. Los fuertes vientos también derribaron el 26,5% del total de las líneas de transmisión de la isla, 37% de su distribución y el 35% de los 1.300 kilómetros de las líneas de transmisión telefónicas. Algunas áreas estuvieron sin el servicio de energía eléctrica hasta tres meses después del paso de la tormenta. Más de 7.000 personas se quedaron sin hogar, una persona había fallecido al caerle los escombros, mientras que otra murió al caerle su casa. En la costa, dos más murieron cuando su bote se volcó. Más de 100 lesionados se atribuyeron al Iniki.
En Oahu, el Iniki produjo olas con alturas entre 0,5-0,9 metros sobre lo normal. Períodos prolongados de oleaje provocaron daños y erosiones en la costa del suroeste de la isla. En todo, el Iniki causó millones de dólares en daños a la propiedad y dos muertos. Además, el Iniki fue el huracán más costoso en impactar a Hawái, causando daños calculados en $1,8 mil millones de dólares. Después del paso del Iniki, las comunidades consumieron alimentos perecederos de refrigeradores y congeladoras sin energía. En Kauai, los ciudadanos esperaron ayudas monetarias del gobierno federal y compañías de seguros, aunque después de seis meses se molestaron por no recibirlas. Sin embargo, el ejército proveyó de ayuda humanitaria para sus necesidades. Las radios locales sirvieron como intermediarios de ayuda durante tres semanas después de la tormenta, con la presencia de voluntarios de todo el archipiélago y fuera de este para asistir en las labores de recuperación. Los operadores locales asistieron en conjunto con la Cruz Roja estadounidense para ayudar en los centros de desastres en toda Kauai. Muchas compañías de seguros salieron de Hawái después del impacto, forzando al estado a lanzar un fondo de ayuda de huracanes en 1993 para ayudar a los residentes de la isla, esta ayuda finalizó en el 2000.

## Retiro
El nombre Iniki fue retirado por los daños descritos anteriormente y fue remplazado por Iolana en la lista de nombres de ciclones tropicales para el Pacífico central.